# Lago Caracaranã
O Lago do Caracaranã é um lago localizado no município de Normandia, estado de Roraima. É um dos pontos turísticos mais tradicionais do Estado, com praias de areia fina cercada por cajueiros nativos, num perímetro total de 5,8 quilômetros.
Está distante 180 km da capital Boa Vista sendo acessível pela BR-401 em um percurso que dura em torno de 2 horas.
Com a demarcação da reserva indígena Raposa e Serra do Sol, que inclui o lago, ficou fechado para visitação. O Lago do Caracaranã reabriu para o turismo em 2013, após vários meses fechado por conta da demarcação da reserva indígena. Hoje, o turista paga R$ 10,00 reais por pessoa e desfruta o dia no lago. Caso almeje passar a noite, paga-se mais R$ 5,00 reais.
Anteriormente o lago dispunha de área de camping, restaurante, alojamentos convencionais e chalés. Atualmente, já não possui estrutura para hospedagem, além de não possuir mais o restaurante e o bar. A cidade de Normandia, que fica a 18 km do lago, dá suporte para quem quiser dormir ou consumir. 